# Buzău (rivière)
Le Buzău est une rivière de l'Est de la Roumanie. Elle prend sa source dans les Carpates orientales et est un affluent du Siret, lui-même affluent du Danube.

## Géographie

### Situation
La rivière Buzău a sa source à l'est de Brașov dans les Carpates orientales. Il s'écoule généralement vers l'est, traversant notamment la ville de Buzău au bas des Carpates. Son cours passe dans les Județ de Brașov, Covasna, Buzău et Brăila. Il se jette dans le Siret près de sa confluence avec le Danube à l'ouest de Galați.
De sa source à sa confluence, il a une longueur totale est de 325 km.

### Principaux affluents
Le Buzău a pour affluents le Bâsca Roziliei (en), le Slănic (en), le Nehoiu et le Nișcov (en).

### Localités traversées
Les villes et villages suivants sont situés sur le cours de la rivière Buzău, de sa source à sa confluence : Vama Buzăului, Întorsura Buzăului, Sita Buzăului, Crasna, Siriu, Nehoiașu, Nehoiu, Păltineni, Pătârlagele, Pănătău, Cislău, Viperești, Măgura, Berca, Săpoca, Vernești, Mărăcineni, Buzău, Săgeata, Găvănești, Banița, Vișani, Câineni-Băi, Grădiștea, Racovița, Latinu.

### Lac de barrage
Le barrage Siriu dans la commune de Siriu à l'intérieur du județ de Buzău a donné naissance au lac Siriu. Il se situe entre les massifs Siriu și Podu Calului et est devenu une destination de tourisme.

## Tourisme
Outre la lac Siriu comme lieu permettant la pêche, la rivière Buzău se prête au rafting dans la commune de Nehoiu, en amont du lac Siriu. Elle offre la plus grande longueur existante pour ce sport en Roumanie.[réf. nécessaire]